# Erycibe brassii
Erycibe brassii är en vindeväxtart som beskrevs av Hoogl. Erycibe brassii ingår i släktet Erycibe och familjen vindeväxter. Inga underarter finns listade i Catalogue of Life.